# 布萊爾斯維爾 (伊利諾伊州漢密爾頓)
布萊爾斯維爾（英語：Blairsville）是位於美國伊利諾伊州漢密爾頓縣的一個非建制地區。該地的面積和人口皆未知。

## 地理
布萊爾斯維爾的座標為38°10′06″N 88°27′51″W / 38.16833°N 88.46417°W，而該地的平均海拔高度為117米（即384英尺）。